# Morangles
Morangles ist eine französische Gemeinde mit 408 Einwohnern (Stand: 1. Januar 2022) im Département Oise in der Region Hauts-de-France. Die Gemeinde liegt im Arrondissement Senlis und ist Teil der Communauté de communes Thelloise und des Kantons Chantilly (bis 2015: Kanton Neuilly-en-Thelle). 

## Geographie
Morangles liegt in den Pays de Thelle, etwa 21 Kilometer westsüdwestlich von Senlis. Umgeben wird Morangles von den Nachbargemeinden Neuilly-en-Thelle im Norden und Nordwesten, Crouy-en-Thelle im Norden und Osten, Boran-sur-Oise im Osten und Südosten, Bruyères-sur-Oise im Süden und Südosten, Bernes-sur-Oise im Süden und Südwesten, Le Mesnil-en-Thelle im Südwesten sowie Fresnoy-en-Thelle im Nordwesten.

## Bevölkerungsentwicklung
| 1962                      | 1968 | 1975 | 1982 | 1990 | 1999 | 2006 | 2013 |
| ------------------------- | ---- | ---- | ---- | ---- | ---- | ---- | ---- |
| 204                       | 196  | 222  | 224  | 243  | 294  | 331  | 410  |
| Quelle: Cassini und INSEE |      |      |      |      |      |      |      |

## Sehenswürdigkeiten

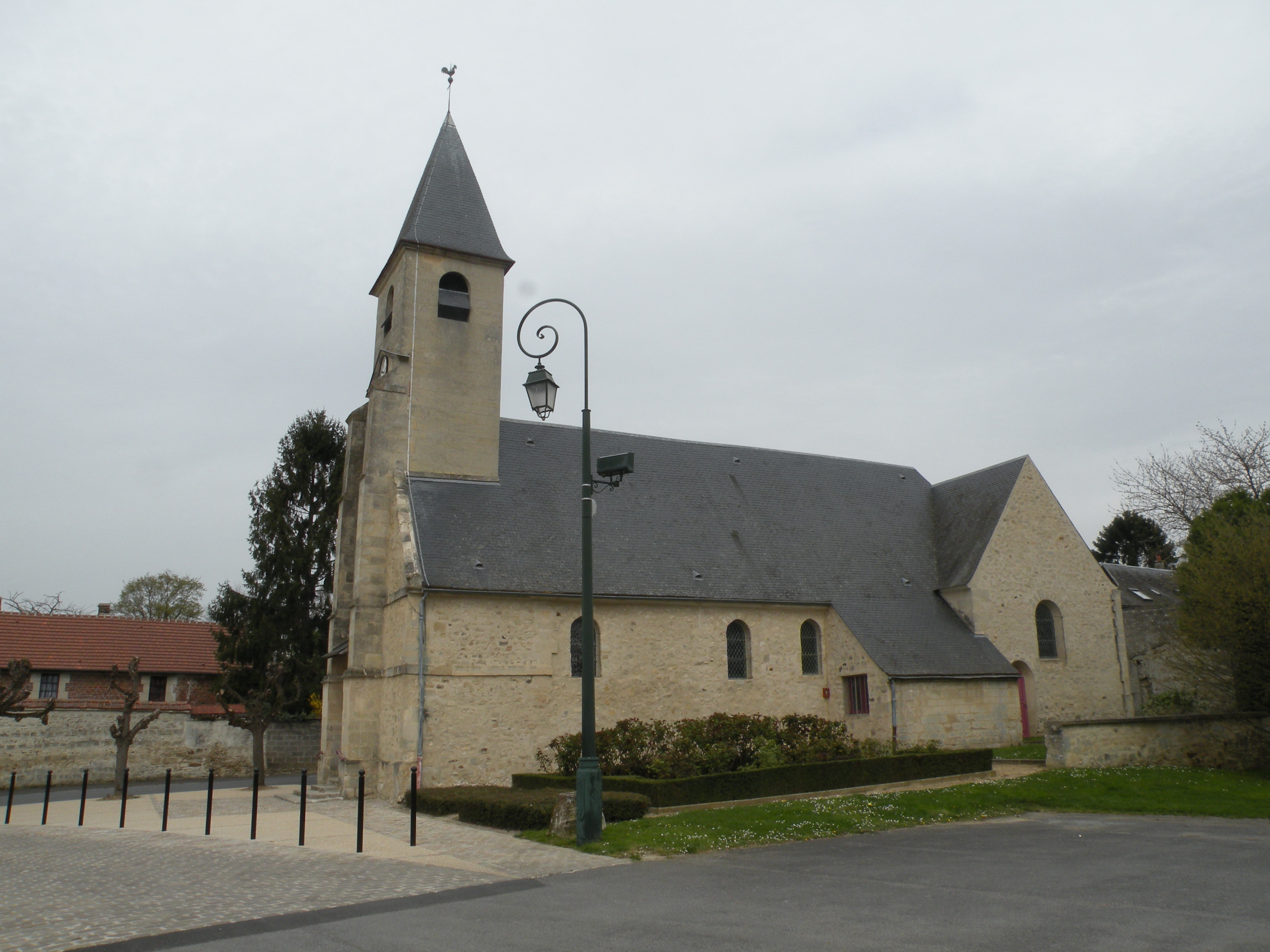
Kirche Sainte-Madeleine

- Kirche Sainte-Madeleine

## Persönlichkeiten
- Jean-Baptiste de Belloy (1709–1808), Bischof von Glandèves (1751–1755), Bischof von Marseille (1755–1801), Erzbischof von Paris (1802–1808), seit 1803 Kardinal